# Anthela euryphrica
Anthela euryphrica is een vlinder uit de familie van de Anthelidae. De wetenschappelijke naam van de soort is voor het eerst geldig gepubliceerd in 1936 door Turner.